# Карл Дайльманн
Карл Дайльманн-молодший (нім. Carl Deilmann junior; 22 квітня 1894, Дортмунд — 12 січня 1985, Бад-Бентгайм) — німецький льотчик-ас і підприємець, лейтенант Імперської армії.

## Біографія
Син підприємця Карла Дайльманна (1866—1936), засновника гірничої і будівельної компанії Carl Deilmann Bergbau und Tiefbau в Дортмунді. Учасник Першої світової війни, спочатку служив в кавалерії. У вересні 1914 року розпочав службу в авіації. З жовтня 1914 року літав у складі польового льотного дивізіону, пізніше — 52-го, а в 1915 році — 58-го льотного дивізіону. Офіційно визнано, що Дайльманн здобув перші дві перемоги в період з 14 лютого по 15 вересня 1916 року під час служби в 30-й ескадрильї 5-ї бомбардувальної ескадри Верховного командування сухопутних військ. 15 вересня 1916 року переведений у нещодавно сформовану 6-ту винищувальну ескадрилью, де служив до 17 серпня 1917 року, коли здобув свою останню, шосту перемогу (ще одна перемога залишилаь непідтвердженою). У вересні-жовтні 1917 служив у 244-му льотному дивізіоні, після працював на посаді інструктора.
ПІсля війни вивчав гірничу справу і політологію в Тюбінгені та Берліні. В Тюбінгені Дайльманн став членом студентського корпусу «Ренанія». Після складання іспиту асессора в 1922 році став виконавчим директором сімейної компанії, а після смерті батька в 1936 році очолив компанію. Дайльманн зарекомендував себе на міжнародному рівні як визнаний експерт з будівництва морозильних шахт і сучасних методів розширення. Під його керівництвом були побудовані численні шахти в Рурській області, на Уралі, у Венесуелі, на Сицилії та у Франції. Окрім цього, Дайльманн зробив внесок в буріння нафтових свердловин в Емсланді, а також відкриття там покладів природного газу. В 1946 році переніс штаб бурових робіт з Дортмунда в Бад-Бентгайм.  

## Звання
- Єфрейтор (листопад 1914)
- Унтерофіцер (січень 1915)
- Лейтенант (15 вересня 1916)

## Нагороди
- Залізний хрест
  - 2-го класу (17 липня 1915)
  - 1-го класу (10 липня 1916)
- Почесний хрест ветерана війни з мечами
- Орден «За заслуги перед Федеративною Республікою Німеччина», командорський хрест (1954)
- Земельна медаль Нижньої Саксонії
- Орден «За заслуги перед землею Нижня Саксонія», великий хрест Заслуг
- Почесний доктор Берлінського вищого технічного училища (1955)
- Почесний член студентського корпусу «Ренанія-Тюбінген» (1984)[3]